# Llista de monuments de Cabanes
Llista de monuments de Cabanes inclosos en l'Inventari del Patrimoni Arquitectònic Català per al municipi de Cabanes (Alt Empordà). Inclou els inscrits en el Registre de Béns Culturals d'Interès Nacional (BCIN) amb la classificació de monuments històrics i els Béns Culturals d'Interès Local (BCIL) de caràcter arquitectònic.
| Monument                                       | Protecció   | Estil/època                          | Localització                                                                    | Coordenades                                          | Codi?         | Imatge |
| ---------------------------------------------- | ----------- | ------------------------------------ | ------------------------------------------------------------------------------- | ---------------------------------------------------- | ------------- | --- |
| La Torre, o Castell de Cabanes                 | BCIN 561-MH | Obra popular XII, XIV, XIX           | Cabanes Pl. de la Torre                                                         | 42° 18′ 25″ N, 2° 58′ 38″ E / 42.307059°N,2.977187°E | RI-51-0005821 | La Torre (Cabanes) · Vegeu més fotos d'aquest monument · Carregueu una nova foto d'aquest monument                                      |
| Església parroquial de Sant Vicenç de Cabanes  |             | Obra popular XIX                     | Cabanes Pl. de l'Església, 1                                                    | 42° 18′ 26″ N, 2° 58′ 39″ E / 42.307239°N,2.977572°E | IPA-17931     | Església parroquial de Sant Vicenç de Cabanes (Cabanes) · Vegeu més fotos d'aquest monument · Carregueu una nova foto d'aquest monument |
| Casal del carrer Canal, 20                     |             | Obra popular XVI, XX                 | Cabanes C. del Canal, 20                                                        | 42° 18′ 28″ N, 2° 58′ 40″ E / 42.307793°N,2.977705°E | IPA-17932     | Casal del carrer Canal (Cabanes) · Vegeu més fotos d'aquest monument · Carregueu una nova foto d'aquest monument                        |
| Capella de Sant Sebastià                       |             | Obra popular XVIII                   | Cabanes C. d'Espolla, 4                                                         | 42° 18′ 27″ N, 2° 58′ 39″ E / 42.307365°N,2.977602°E | IPA-17933     | Capella de Sant Sebastià (Cabanes) · Vegeu més fotos d'aquest monument · Carregueu una nova foto d'aquest monument                      |
| Mas Sant Feliu                                 |             | Eclecticisme XIX Final               | Cabanes Camí de la Princesa, des del veïnat de les Masies de Dalt               | 42° 18′ 24″ N, 2° 57′ 36″ E / 42.306717°N,2.959900°E | IPA-17934     | Carregueu una nova foto d'aquest monument                                                                                               |
| Església del Monestir de Sant Feliu de Cadins  |             | Romànic, gòtic XII                   | Cabanes Camí de la Princesa, des del veïnat de les Masies de Dalt               | 42° 18′ 24″ N, 2° 57′ 33″ E / 42.306743°N,2.959160°E | IPA-17935     | Església del Monestir de Sant Feliu de Cadins (Cabanes) · Vegeu més fotos d'aquest monument · Carregueu una nova foto d'aquest monument |
| Ca l'Àvia, o Ca l'Aguer                        |             | Obra popular, renaixement XVIII, XVI | Cabanes C. Canal, 24                                                            | 42° 18′ 28″ N, 2° 58′ 38″ E / 42.307897°N,2.977268°E | IPA-17936     | Ca l'Àvia (Cabanes) · Vegeu més fotos d'aquest monument · Carregueu una nova foto d'aquest monument                                     |
| Font de Sant Isidre                            |             | Obra popular XX Mitjan               | Cabanes Pl. de l'Ajuntament                                                     | 42° 18′ 25″ N, 2° 58′ 42″ E / 42.307032°N,2.978221°E | IPA-17937     | Font de Sant Isidre (Cabanes) · Vegeu més fotos d'aquest monument · Carregueu una nova foto d'aquest monument                           |
| Font de Sant Vicenç                            |             | Obra popular XX Mitjan               | Cabanes C. Dos de Maig                                                          | 42° 18′ 29″ N, 2° 58′ 35″ E / 42.308022°N,2.976346°E | IPA-17938     | Font de Sant Vicenç (Cabanes) · Vegeu més fotos d'aquest monument · Carregueu una nova foto d'aquest monument                           |
| Casa de Can Vanover                            |             | Obra popular XVII, XIX               | Cabanes C. Canal, 16                                                            | 42° 18′ 28″ N, 2° 58′ 41″ E / 42.307699°N,2.978124°E | IPA-17939     | Casa de Can Vanover (Cabanes) · Vegeu més fotos d'aquest monument · Carregueu una nova foto d'aquest monument                           |
| Creu de terme                                  |             | Obra popular XX Mitjan               | Cabanes Al sud de la població, entre el camí de l'Ullal i la carretera GIV-6024 | 42° 18′ 23″ N, 2° 58′ 34″ E / 42.306424°N,2.976247°E | IPA-30610     | Creu de terme (Cabanes) · Vegeu més fotos d'aquest monument · Carregueu una nova foto d'aquest monument                                 |
| Casa al carrer Canal, 26                       |             | Obra popular XX Inici                | Cabanes C. Canal, 26                                                            | 42° 18′ 28″ N, 2° 58′ 37″ E / 42.307901°N,2.977050°E | IPA-38695     | Casa al carrer Canal, 26 (Cabanes) · Vegeu més fotos d'aquest monument · Carregueu una nova foto d'aquest monument                      |
| Casa al carrer d'Espolla, 2                    |             | Obra popular XX Inici                | Cabanes C. d'Espolla, 2                                                         | 42° 18′ 26″ N, 2° 58′ 41″ E / 42.307212°N,2.978027°E | IPA-38696     | Casa al carrer d'Espolla, 2 (Cabanes) · Vegeu més fotos d'aquest monument · Carregueu una nova foto d'aquest monument                   |
| Casa al carrer Colom, 5                        |             | Obra popular XIV, XIX Mitjan         | Cabanes C. Colom, 5                                                             | 42° 18′ 30″ N, 2° 58′ 41″ E / 42.308347°N,2.977984°E | IPA-38697     | Casa al carrer Colom, 5 (Cabanes) · Vegeu més fotos d'aquest monument · Carregueu una nova foto d'aquest monument                       |
| Casa de la Vila                                |             | Obra popular XX Mitjan, XX Final     | Cabanes Pl. de l'Ajuntament, 11                                                 | 42° 18′ 25″ N, 2° 58′ 41″ E / 42.306987°N,2.977991°E | IPA-38698     | Casa de la Vila (Cabanes) · Vegeu més fotos d'aquest monument · Carregueu una nova foto d'aquest monument                               |
| Mas Ribas o Ribes                              |             | Obra popular XVIII                   | Cabanes Al sud-est del nucli urbà pel camí del cementiri                        | 42° 18′ 12″ N, 2° 59′ 01″ E / 42.303286°N,2.983570°E | IPA-38699     | Carregueu una nova foto d'aquest monument                                                                                               |
| Xemeneia de la fàbrica de dinamita             |             | Obra popular XIX Final               | Cabanes Al sud-oest del nucli urbà, al pla de la Dinamita                       | 42° 17′ 34″ N, 2° 57′ 40″ E / 42.292825°N,2.961204°E | IPA-38700     | Carregueu una nova foto d'aquest monument                                                                                               |
| Casa al carrer Dos de Maig, 9                  |             | Obra popular XIX                     | Cabanes C. Dos de Maig, 9                                                       | 42° 18′ 30″ N, 2° 58′ 35″ E / 42.308225°N,2.976388°E | IPA-38758     | Casa al carrer Dos de Maig, 9 (Cabanes) · Vegeu més fotos d'aquest monument · Carregueu una nova foto d'aquest monument                 |
| Can Carreres Puig, o Casa dels Puig de Cabanes |             | Obra popular XIX Mitjan              | Cabanes C. Tetuan, 9-11                                                         | 42° 18′ 27″ N, 2° 58′ 37″ E / 42.307577°N,2.976953°E | IPA-38855     | Can Carreres Puig (Cabanes) · Vegeu més fotos d'aquest monument · Carregueu una nova foto d'aquest monument                             |
| Porxada del carrer Canal                       |             | Obra popular XIX Mitjan              | Cabanes C. Canal - c. Tetuan                                                    | 42° 18′ 28″ N, 2° 58′ 38″ E / 42.307770°N,2.977226°E | IPA-38856     | Porxada del carrer Canal (Cabanes) · Vegeu més fotos d'aquest monument · Carregueu una nova foto d'aquest monument                      |
| Local social                                   |             | Obra popular XX Inici                | Cabanes C. Dos de Maig - c. Canal                                               | 42° 18′ 30″ N, 2° 58′ 34″ E / 42.308360°N,2.976103°E | IPA-39292     | Carregueu una nova foto d'aquest monument                                                                                               |